# 勐养镇 (景洪市)
勐养镇，是中华人民共和国云南省西双版纳傣族自治州景洪市下辖的一个乡镇级行政单位。

## 行政区划
勐养镇下辖以下地区：
城子村、曼纳庄村、曼景坎村、曼洒浩村、跳坝河村、昆格村、大河边村、国营勐养农场场部、国营勐养农场一区和国营勐养农场二区。